# Halden Atletklubb
Halden Atletklubb blev stiftet den 4. marts 1911 som Halden Brydeklub. Haldor Kristiansen var klubbens første formand.

## Boksning
Boksning var først en del af klubben i 1919 og klubben skiftede dengang også navn til Halden Atletklubb. Frem til 1937 vandt klubben 33 kretsmesterskaber. Det mest kendte boksere fra klubben var Karl August Pettersen, Oskar Andersen og Kjell Andersen. Karl August Pettersen vandt en bronzemedalje under Norgemesterskabet 1928 og i
1929 i vægtklassen mellemvægt. 
Interessen for boksning i klubben faldt, og bokserne startede deres egen klub, Halden Bokseklubb, edter 1937.